# يدي بلاغ (ميانة)
يدي بلاغ هي قرية في مقاطعة ميانة، إيران. عدد سكان هذه القرية هو 154 في سنة 2006.